# Lilla Stjärnesjön
Lilla Stjärnesjön är en sjö i Svenljunga kommun i Västergötland och ingår i Ätrans huvudavrinningsområde.